# Гаврилин, Николай Митрофанович
Николай Митрофанович Гаврилин (1917—1979) — советский офицер, участник Великой Отечественной войны, командир 2-го стрелкового батальона 212-го гвардейского стрелкового полка 75-й гвардейской стрелковой дивизии 30-го стрелкового корпуса 60-й армии Центрального фронта, гвардии старший лейтенант, Герой Советского Союза (1943) , позднее — гвардии капитан.

## Биография
Родился 22 ноября 1917 года в селе Гордеевка ныне Троицкого района Алтайского края. После окончания средней школы работал в районной газете литературным сотрудником.
В Красной Армии с июля 1941 года, в октябре 1941 года окончил ускоренный курс военного пехотного училища. Участие в Великой Отечественной войне начал на Западном фронте. В составе 95-й стрелковой дивизии принимал участие в обороне Сталинграда. Несколько раз был ранен.
За оборону Сталинграда 95-й стрелковой дивизии было присвоено наименование 75-й гвардейской. В составе 212-го гвардейского стрелкового полка Н. М. Гаврилин участвует в Орлово-Курской битве в районе Поныри-Ольховатка, сначала отражая немецкое наступление, а затем участвуя в разгроме и преследовании противника.

Гвардии ст. лейтенант Гаврилин 6 июля 1943 года умело организовал наступление своей роты на противника, отбросив противника с выгодно занимаемого рубежа. 6 раз противник при взаимодействии с танками контратаковал роту Гаврилина, но все контратаки противника были отбиты с большими для него потерями, уничтожено до 140 гитлеровцев.
 За бои на Орлово-Курской дуге Н. М. Гаврилин награждён орденом Красной Звезды.
Осенью 1943 года 75-я гвардейская стрелковая дивизия в составе 17-го гвардейского стрелкового корпуса 60-й армии форсирует реку Десна и выходит на восточный берег Днепра. Под командованием ст. лейтенанта Гаврилина 2-й батальон 212-го стрелкового полка 23 сентября сходу форсирует реку Днепр в районе сел Глебовка и Ясногородка (Вышгородский район Киевской области), в 35 км севернее города Киев.
Командир 212-го гвардейского полка гв. полковник Борисов М. С. в наградном листе на Н. М. Гаврилина написал:

Весь личный состав батальона был хорошо подготовлен к форсированию р. Днепр. В момент приближения к Днепру, был замечен немецкий пароход с баржей и грузом, т. Гаврилин выделил десант 30 человек, во главе его поставил своего заместителя по политической части гвардии старшего лейтенанта Суркова. Подготовив десант, открыл ошеломляющий ружейно-пулемётный и миномётный огонь по пароходу, а десант в это время быстро форсировал р. Днепр и пошёл в атаку на пароход.
Так благодаря умелой организации, военной сметке, военному умению пароход был взят, а также станковый пулемёт и 2 человека в плен без единой потери своих бойцов.

Подразделение тов. Гаврилина первое форсировало старое русло Днепра, перенеся на себе все средства вооружения и боеприпасы. Его подразделения первые ворвались в боевые порядки немцев, в рукопашной схватке выбили их с оборонительного рубежа и на нём закрепились. Бойцы его подразделения расстреляли в упор из винтовок и автоматов 5 немецких офицеров и более 500 солдат, взяли 5 немцев в плен и доставили в штаб. Он первый прорвал немецкую оборону и этим самым, закрепившись на западном берегу р. Днепр, обеспечил переправу остальным подразделениям полка.
Указом Президиума Верховного Совета СССР от 17 октября 1943 года за успешное форсировании реки Днепр севернее Киева, прочное закрепление плацдарма на западном берегу реки Днепр и проявленные при этом мужество и геройство гвардии старшему лейтенанту Гаврилину Николаю Митрофановичу присвоено звание Героя Советского Союза с вручением ордена Ленина и медали «Золотая Звезда».
Вместе со своим батальоном капитан Гаврилин участвует в освобождении Украины, затем Белоруссии, был ранен, в этот раз тяжело, и по ранению уволен из армии в мае 1944 года.
После войны Н. М. Гаврилин жил в г. Алейск Алтайского края, работал зам. директора зерносовхоза, зав. отделом Алейского райкома КПСС, был председателем райкома ДОСААФ.
29 сентября 1979 года умер и похоронен в г. Алейске.

## Награды
- Медаль «Золотая Звезда» № 1552 Героя Советского Союза (17 октября 1943);
- орден Ленина;
- орден Красной Звезды;
- медали.

## Память
- Именем Героя назван один из переулков в г. Алейск Алтайского края.
- В г. Барнаул имя Н. М. Гаврилина увековечено в Мемориале Славы.